# Stasimopus minor
Stasimopus minor är en spindelart som beskrevs av Hewitt 1915. Stasimopus minor ingår i släktet Stasimopus och familjen Ctenizidae. Inga underarter finns listade i Catalogue of Life.